# Arrhythmica semifusca
Arrhythmica semifusca es la única especie conocida del género monotípico Arrhythmica de polillas de Australia Occidental. Ambos, el género y la especie, fueron descritos por Turner en 1940.

## Características
Los adultos miden alrededor de 2 centímetros de longitud. Las alas delanteras son blancas con manchas marrones y las alas posteriores amarillas con bordes oscuros. El tórax y el abdomen son marrón oscuro en ambos sexos, pero los machos además tienen pelos amarillos en el abdomen.